# Pseudocotunnite
La pseudocotunnite è un minerale.